# La Sexorcisto : Devil Music Vol. 1
Albums de White Zombie
Make Them Die Slowly
(1989) Astro-Creep : 2000
(1995)
Singles
La Sexorcisto : Devil Music Vol.1 est le 3e album studio du groupe new-yorkais de heavy metal, White Zombie. Il est sorti le 17 mars 1992 sur le label Geffen Records et a été produit par Andy Wallace.

## Historique
Enregistré en Mai 1991 dans les studios 321 de New-York, il est le premier album que le groupe enregistre pour le label Geffen. Il est le premier album avec le guitariste "J" (Jay Yuenger) et le dernier avec le batteur Ivan De Prume. Le groupe aura recours à de nombreux samples, principalement issus de films d'horreur de Série B.
Il est le premier album du groupe à se classer (# 26) dans les charts du Billboard 200 américain. Le single Thunder Kiss '65 sera nommé dans la catégorie Grammy Award de la meilleure prestation metal. L'autre single Black Sunshine comprend une intro parlé d' Iggy Pop (ce dernier jouera aussi un rôle dans le clip vidéo de la chanson).
Cet album atteindra le statut de double disque de platine en 1998 aux États-Unis pour plus de deux millions d'albums vendus.
La société Naughty Dog utilisera des extraits de l'album pour son jeu Way of the Warrior, un de ses premiers jeux, sorti sur 3DO.

## Liste des titres
- Toutes les musiques sont composés par le groupe, les paroles sont de Rob Zombie

1. Welcome To Planet Motherfucker / Psychoholic Slag - 6:17
2. Knucle Duster (Radio 1-A) - 0:21
3. Thunder Kiss '65 - 3:53
4. Black Sunshine - 4:49
5. Soul-Crusher - 5:07
6. Cosmic Monsters Inc. - 5:13
7. Spiderbaby (Yeah-Yeah-Yeah) - 5:01
8. I Am Legend - 5:08
9. Knuckle Duster (Radio 2-B) - 0:25
10. Thrust! - 5:04
11. One Big Crunch - 0:21
12. Grindhouse (A Go-Go) - 4:05
13. Starface - 5:02
14. Warp Asylum - 6:42

## Musiciens
- Rob Zombie : chant, samples
- Sean Yseult : basse
- J : guitares
- Ivan De Prume : batterie, percussions

## Charts & certification

### Album
chart
| Pays                       | Durée du classement | Meilleur classement | Date            |
| -------------------------- | ------------------- | ------------------- | --------------- |
| États-Unis (Billboard 200) | 44 semaines         | 26e                 | 23 octobre 1993 |

Certifications
| Pays       | Certification | Ventes      | Date            |
| ---------- | ------------- | ----------- | --------------- |
| Canada     | Or            | 50 000 +    | 11 mars 1994    |
| États-Unis | 2 × Platine   | 2 000 000 + | 23 juillet 1998 |

### Singles
| Single           | Chart                    | Position |
| ---------------- | ------------------------ | -------- |
| Thunder Kiss '65 | (Mainstream Rock Tracks) | 26e      |
| Thunder Kiss '65 | (RMNZ Singles Top40)     | 47e      |
| Black Sunshine   | (Mainstream Rock Tracks) | 39e      |